# لوتو بلجام تور 2016
لوتو بلجام تور 2016 (بالفرنسية: Tour de Belgique féminin 2016)‏ هو سباق دراجات هوائية، وهو الموسم الخامس من لوتو بلجام تور، وأقيم خلال الفترة من 6 سبتمبر 2016، وحتى 9 سبتمبر 2016 ضمن سباقات سباق الدراجات على الطريق للسيدات 2016، وشارك فيه  124 متسابقاً ووصل إلى نهايته  87 متسابقاً.
فاز بالمركز الأول أنيميك فان فليوتن، وبالمركز الثاني ماريان فوس، وبالمركز الثالث لوسيندا براند، وكان الفائز حسب السرعة ماريان فوس، وفاز ماريان فوس في ترتيب النقاط، وكان الفائز حسب النقاط للشباب لوت كوبيكي، وكان الفائز في تصنيف الجبال Alexandra Nessmar ‏، وفاز  ليف ريسينغ  في ترتيب الفرق.

## المراحل
| قائمة المراحل | قائمة المراحل | قائمة المراحل                               | قائمة المراحل | قائمة المراحل | قائمة المراحل     | قائمة المراحل     |
| المرحلة       | التاريخ       | الدورة                                      |               | المسافة (كم)  | الفائز بالمرحلة   | القائد العام      |
| ------------- | ------------- | ------------------------------------------- | ------------- | ------------- | ----------------- | ----------------- |
| المقدمة       | 6 سبتمبر      | Nieuwpoort, Belgium ‏ – Nieuwpoort, Belgium ‏ | ضد الساعة     | 4٫37          | أنيميك فان فليوتن | أنيميك فان فليوتن |
| المرحلة 1     | 7 سبتمبر      | Moorslede ‏ – Moorslede ‏                     | مرحلة مستوية  | 121٫5         | لوسيندا براند     | لوسيندا براند     |
| المرحلة 2     | 8 سبتمبر      | Lierde ‏ – Lierde ‏                           | مرحلة مستوية  | 107٫9         | ماريان فوس        | ماريان فوس        |
| المرحلة 3     | 9 سبتمبر      | Geraardsbergen ‏ – Geraardsbergen ‏           | مرحلة جبلية   | 97٫3          | أنيميك فان فليوتن | أنيميك فان فليوتن |

## النتيجة

### مرحلة 0
هي مرحلة أقيمت في 6 سبتمبر 2016، وامتدّت لمسافة 4.37 كيلومتر. فاز بالمرحلة أنيميك فان فليوتن، وكان متصدر الترتيب العام في نهاية المرحلة أنيميك فان فليوتن، وكان المتصدر حسب ترتيب النقاط أنيميك فان فليوتن، وتصدر ترتيب النقاط للشباب ثاليتا دي جونج، وكان متصدر ترتيب الفرق Rabo Liv Women 2016 ‏.
| التصنيف العام | التصنيف العام      | التصنيف العام                            | التصنيف العام | التصنيف العام |
| المتسابقة     | المتسابقة          | الفريق                                   | الوقت         |               |
| ------------- | ------------------ | ---------------------------------------- | ------------- | ------------- |
| 1             | أنيميك فان فليوتن  | فريق هولندا لركوب الدراجات للسيدات 2016 ‏ | 5 د 24 ث      |               |
| 2             | ثاليتا دي جونج     | ليف ريسينغ ‏                              | + 7 ث         |               |
| 3             | ليزا برينور        | كانيون–إس آر إيه إم ‏                     | + 8 ث         |               |
| 4             | لوسيندا براند      | ليف ريسينغ ‏                              | + 8 ث         |               |
| 5             | ماريان فوس         | ليف ريسينغ ‏                              | + 9 ث         |               |
| 6             | لوت كوبيكي         | لوتو بيليسول للسيدات ‏                    | + 10 ث        |               |
| 7             | ميكي كروجر         | كانيون–إس آر إيه إم ‏                     | + 12 ث        |               |
| 8             | إليسا ونغو بورغيني | Wiggle High5 Pro Cycling ‏                | + 12 ث        |               |
| 9             | Moniek Tenniglo ‏   | ليف ريسينغ ‏                              | + 13 ث        |               |
| 10            | إميليا فهلين       | يو أي أيه تيم ‏                           | + 14 ث        |               |
|               |                    |                                          |               |               |
|               |                    |                                          |               |               |

### مرحلة 1
هي مرحلة مستوية، أقيمت في 7 سبتمبر 2016، وامتدّت لمسافة 121.5 كيلومتر. فاز بالمرحلة لوسيندا براند، وكان متصدر الترتيب العام في نهاية المرحلة لوسيندا براند، وكان المتصدر حسب ترتيب النقاط لوسيندا براند، وتصدر ترتيب السرعة الكسيس ريان، وتصدر ترتيب النقاط للشباب لوت كوبيكي.
| التصنيف العام | التصنيف العام      | التصنيف العام                            | التصنيف العام | التصنيف العام |
| المتسابقة     | المتسابقة          | الفريق                                   | الوقت         |               |
| ------------- | ------------------ | ---------------------------------------- | ------------- | ------------- |
| 1             | لوسيندا براند      | ليف ريسينغ ‏                              | 3 س 19 د 32 ث |               |
| 2             | أنيميك فان فليوتن  | فريق هولندا لركوب الدراجات للسيدات 2016 ‏ | + 2 ث         |               |
| 3             | ماريان فوس         | ليف ريسينغ ‏                              | + 7 ث         |               |
| 4             | لوت كوبيكي         | لوتو بيليسول للسيدات ‏                    | + 9 ث         |               |
| 5             | ليزا برينور        | كانيون–إس آر إيه إم ‏                     | + 10 ث        |               |
| 6             | إليسا ونغو بورغيني | Wiggle High5 Pro Cycling ‏                | + 14 ث        |               |
| 7             | ثاليتا دي جونج     | ليف ريسينغ ‏                              | + 15 ث        |               |
| 8             | إليز ديلزن         | لوتو بيليسول للسيدات ‏                    | + 17 ث        |               |
| 9             | تيفاني كرومويل     | كانيون–إس آر إيه إم ‏                     | + 18 ث        |               |
| 10            | إيما جوهانسون      | Wiggle High5 Pro Cycling ‏                | + 22 ث        |               |
|               |                    |                                          |               |               |
|               |                    |                                          |               |               |

### مرحلة 2
هي مرحلة مستوية، أقيمت في 8 سبتمبر 2016، وامتدّت لمسافة 107.9 كيلومتر. فاز بالمرحلة ماريان فوس، وكان متصدر الترتيب العام في نهاية المرحلة ماريان فوس، وكان المتصدر حسب ترتيب النقاط ماريان فوس، وكان المتصدر في ترتيب التسلق Anisha Vekemans ‏، وتصدر ترتيب السرعة لوت كوبيكي، وتصدر ترتيب النقاط للشباب لوت كوبيكي، وكان متصدر ترتيب الفرق ليف ريسينغ ‏.
| التصنيف العام | التصنيف العام      | التصنيف العام                            | التصنيف العام | التصنيف العام |
| المتسابقة     | المتسابقة          | الفريق                                   | الوقت         |               |
| ------------- | ------------------ | ---------------------------------------- | ------------- | ------------- |
| 1             | ماريان فوس         | ليف ريسينغ ‏                              | 6 س 16 د 14 ث |               |
| 2             | لوسيندا براند      | ليف ريسينغ ‏                              | + 4 ث         |               |
| 3             | أنيميك فان فليوتن  | فريق هولندا لركوب الدراجات للسيدات 2016 ‏ | + 10 ث        |               |
| 4             | لوت كوبيكي         | لوتو بيليسول للسيدات ‏                    | + 10 ث        |               |
| 5             | ليزا برينور        | كانيون–إس آر إيه إم ‏                     | + 18 ث        |               |
| 6             | إليسا ونغو بورغيني | Wiggle High5 Pro Cycling ‏                | + 22 ث        |               |
| 7             | ثاليتا دي جونج     | ليف ريسينغ ‏                              | + 23 ث        |               |
| 8             | إليز ديلزن         | لوتو بيليسول للسيدات ‏                    | + 25 ث        |               |
| 9             | تيفاني كرومويل     | كانيون–إس آر إيه إم ‏                     | + 26 ث        |               |
| 10            | إيما جوهانسون      | Wiggle High5 Pro Cycling ‏                | + 30 ث        |               |
|               |                    |                                          |               |               |
|               |                    |                                          |               |               |

### مرحلة 3
هي مرحلة جبلية، أقيمت في 9 سبتمبر 2016، وامتدّت لمسافة 97.3 كيلومتر. فاز بالمرحلة أنيميك فان فليوتن، وكان متصدر الترتيب العام في نهاية المرحلة أنيميك فان فليوتن.

## التصنيف العام النهائي
| التصنيف العام                           | التصنيف العام      | التصنيف العام                            | التصنيف العام | التصنيف العام |
| المتسابقة                               | المتسابقة          | الفريق                                   | الوقت         |               |
| --------------------------------------- | ------------------ | ---------------------------------------- | ------------- | ------------- |
| 1                                       | أنيميك فان فليوتن  | فريق هولندا لركوب الدراجات للسيدات 2016 ‏ | 8 س 56 د 41 ث |               |
| 2                                       | ماريان فوس         | ليف ريسينغ ‏                              | + 1 د 04 ث    |               |
| 3                                       | لوسيندا براند      | ليف ريسينغ ‏                              | + 1 د 10 ث    |               |
| 4                                       | لوت كوبيكي         | لوتو بيليسول للسيدات ‏                    | + 1 د 16 ث    |               |
| 5                                       | ليزا برينور        | كانيون–إس آر إيه إم ‏                     | + 1 د 23 ث    |               |
| 6                                       | إليز ديلزن         | لوتو بيليسول للسيدات ‏                    | + 1 د 32 ث    |               |
| 7                                       | إيما جوهانسون      | Wiggle High5 Pro Cycling ‏                | + 1 د 37 ث    |               |
| 8                                       | مارتا باستيانيلي   | يو أي أيه تيم ‏                           | + 1 د 41 ث    |               |
| 9                                       | إليسا ونغو بورغيني | Wiggle High5 Pro Cycling ‏                | + 1 د 43 ث    |               |
| 10                                      | إميليا فهلين       | يو أي أيه تيم ‏                           | + 1 د 43 ث    |               |
|                                         |                    |                                          |               |               |
| مصادر: ProCyclingStats Cycling Quotient |                    |                                          |               |               |

## وصلات خارجية
- الموقع الرسمي
- لمحة عن سباق لوتو بلجام تور 2016 على موقع  ProCyclingStats   (برو  سايكلنج  ستاتس) - إحصاءات  محترفي  الدراجات.
- لوتو بلجام تور 2016 على موقع إحصائيات الدراجات الإحترافية (الإنجليزية)